# Kollegiatstift
Ein Kollegiatstift (auch Säkularkanonikerstift oder weltliches Chorherrenstift) ist eine Gemeinschaft von Säkularkanonikern (Weltpriester, weltliche bzw. unregulierte Chorherren). Säkularkanoniker gehören keiner Ordensgemeinschaft an und sind deutlich von Regularkanonikern, die zumeist nach der Regel des hl. Augustinus von Hippo leben und Ordensgelübde abgelegt haben, oder Mönchen abzugrenzen.
Die Kanoniker, auch Chorherren oder Stiftsherren genannt, bilden das Stiftskapitel oder Kollegiatkapitel eines Stifts. Unter anderem sind sie auch für die Gottesdienste in einer Kollegiatkirche bzw. Stiftskirche zuständig, die in der Regel einem Stift auch baulich direkt angeschlossen ist. Neben der täglichen Feier einer heiligen Messe, dem Kapitelsamt, zählt hierzu auch das Stundengebet („Chorgebet“) in Gemeinschaft.

## Gemeinschaft und geistliches Leben
Das Gemeinschaftsleben der Kanoniker besteht vor allem im gemeinsamen Gebet. So oft es ihnen möglich ist, nehmen sie in der Stiftskirche am Chorgebet und dem Kapitelsamt teil. Manchmal versehen die Kanoniker seelsorgerliche Dienste, sind beispielsweise Pfarrer in benachbarten Pfarrgemeinden. Andere sind mit besonderen Aufgaben, zum Beispiel als Theologieprofessoren, Kirchenmusiker oder Seelsorger für bestimmte Personengruppen betraut.
Da die Stiftsmitglieder keinem Orden angehören, haben sie auch keinen Habit. Zu den Gottesdiensten tragen sie zum Chorgewand eine violette Mozzetta, darüber an einer Kette oder einem Band das Stiftsabzeichen.

## Verfassung
Das Leben der Kanoniker wird durch gemeinsame Statuten geregelt. Regelmäßig treffen sie sich zu Kapitelsitzungen. Das Stift wird nach außen hin von einem Propst oder Dechanten (Dekan) rechtsverbindlich vertreten. Kleineren Stiftskapiteln steht oftmals nur ein Stiftsdechant vor. Weitere Ämter sind der Scholaster und der Thesaurar, der Diakonus maior oder der Diakonus minor.
Das Stiftskapitel oder Kollegiatkapitel, also die Versammlung der Kanoniker, verwaltet das Vermögen der Stiftskirche und das zum Stift gehörende sonstige Vermögen, z. B. Gebäude. Die einzelnen Kanoniker behalten im Unterschied zu Ordensgeistlichen ihr Privatvermögen und können das Stift jederzeit verlassen.
Die Anzahl der Kanoniker eines Stiftskapitels ist häufig festgeschrieben. Man strebte, abgeleitet von der Zahl der Apostel, meist die Zahl zwölf an, oder auch deren Doppelung 24. Doch gibt es auch durchaus größere und kleinere Stiftskapitel.

## Eintritt und Ausscheiden
Die formelle Aufnahme eines Kandidaten geschah mit der „Possessio“, hierfür waren die Tonsur und zumeist die niederen Weihen Voraussetzung. Nach Absolvierung eines Studiums außerhalb der jeweils eigenen Kirchenprovinz erfolgte nach einigen Jahren die endgültige Aufnahme als vollwertiges Mitglied, die „Emanzipation“. Hierfür verlangte man in der Regel die Subdiakonatsweihe. Der Kanoniker hatte sodann Sitz im Chor, Votum im Kapitel und die Verfügung über seine Einkünfte. Die Mitgliedschaft endete zumeist durch Tod oder Resignation. Letztere geschah in der Kirchengeschichte häufig zu Gunsten eines Verwandten. Gelegentlich war auch die „Permutation“, d. h. der Stellentausch mit einem Priester an einer anderen Kirche zu beobachten. Ausschlüsse waren eher selten. In solchen Fällen legte man demjenigen die Resignation nahe.
War früher für die Kanoniker der Stiftskapitel die Priesterweihe in der Regel keine Vorschrift, so ist sie heute unerlässlich. Oftmals gab es in den Stiftskirchen fest ausgeschriebene Ämter (Kanonikate) für die Träger der höheren Weihen.

## Bestehende Stifte

### Stifte innerhalb der katholischen Kirche
Mit der Säkularisation wurden die meisten Stiftskapitel aufgelöst, so dass es heute neben den Domkapiteln nur noch sehr wenige Stiftskapitel gibt, in Deutschland z. B. das Kollegiatstift zum hl. Rupertus in Altötting mit dem besonderen Privileg eines infulierten Stiftspropstes, St. Remigius in Borken, St. Martin und Kastulus in Landshut, in Regensburg an der Alten Kapelle und St. Johann. Recht lange bestand auch das Stift an der Theatinerkirche in München (1954 an die Dominikaner übergeben). In Tschechien besteht St. Peter und Paul in Prag-Vyšehrad. In Österreich bestehen u. a. das Kollegiatstift Mattighofen, das Kollegiatstift Mattsee und das Kollegiatstift Seekirchen. Das Kollegiatstift Eisgarn existiert nicht mehr (als solches, nunmehr ist es Realpropstei).
Die Kapitel am Petersdom und an der Santa Maria Maggiore in Rom sind formell ebenfalls Stiftskapitel, da in Rom die Lateranbasilika Kathedrale ist.

### Stifte außerhalb der katholischen Kirche
Außerhalb der katholischen Kirche besteht das lutherische Kollegiatstift Wurzen in Sachsen. Ursprünglich eine Gründung des Bischofs von Meißen, blieb es auch nach der Reformation erhalten. Seine Mitglieder sind lutherische Laien und Geistliche. Das an der Ev. Stiftskirche in St. Goar angesiedelte Stift überdauerte die Einführung der Reformation in Hessen, weil die auf der Homberger Synode gebotene Auflösung der Klöster auf geistliche Stifte nicht anwendbar war. Die Säkularisation kirchlicher Güter in den 1794 von Frankreich besetzten linksrheinischen Gebieten fand keine Anwendung auf evangelisches Kirchengut, so dass die Vermögenswerte des Stifts in erheblich reduzierter Form noch heute existieren und von einem Stiftsbeirat, der als Ausschuss des St. Goarer Presbyteriums bestellt wird, verwaltet werden.
Ebenfalls die Reformation überdauerte das Kollegiatstift der Thomaskirche (Saint-Thomas) in Straßburg. Auch Westminster Abbey ist ein Kollegiatstift (The Collegiate Church of St. Peter, Westminster), ebenso St George’s Chapel (Windsor Castle) und die St. Nicholas’ Collegiate Church der Church of Ireland in Galway.

### Frauenstifte
Den grundsätzlich aus männlichen Klerikern gebildeten Kollegiatstiften stehen ähnlich organisierte (katholische und evangelische) Frauengemeinschaften gegenüber, deren Mitglieder allerdings (im katholischen Bereich) nie sakramental-kirchliche Aufgaben wahrnehmen, da sie nicht geweiht sind. (→ Frauenstift)